# Leïla Adjovi
Leïla Adjovi est une journaliste, photographe et plasticienne béninoise et française. Elle expose ses œuvres dans plusieurs pays. 
Gagnante du prix de la 13e édition de la biennale de Dakar, elle contribue à l’exposition  « Art du Bénin : de la restitution à la révélation » à travers trois œuvres.

## Biographie

### Enfance et formations
Leïla Adjovi grandit au Gabon et en Afrique du Sud. Elle part ensuite pour la France où elle étudie les sciences politiques et le journalisme. Elle a aussi vécu en Inde et en Nouvelle-Calédonie. 

### Carrière
En 2010, Leïla Adjovi revient  à Dakar et travaille pour la BBC. Journaliste de formation, elle s'initie à la photographie documentaire lors d'un stage à New Delhi en Inde. Elle devient photographe et plasticienne autodidacte.  
Le travail de Leïla Adjovi porte sur des questions sociales et le patrimoine culturel africain. Dans ses œuvres, elle mêle photos, peinture, dessin et manipulations en chambre noire. Elle expose dans plusieurs pays africains et occidentaux, notamment en France, au Sénégal, en Éthiopie, au Maroc, au Bénin et en Afrique du Sud.     
À l’exposition Art du Bénin, elle s’illustre à travers trois tirages du poème Malaïka Dotou Sankofa qui lui a valu en 2018 « Le Grand Prix Léopold Sédar Senghor » de la biennale de l’art africain contemporain à Dakar,. Une image de ce poème intitulée Malaïka Dotou Sankofa no 4 - une figure androgyne qui est debout sur un pied posé sur des livres avec ses ailes largement déployées - se retrouve sur les affiches officielles de l’exposition Art du Bénin avec un trône royal en arrière.     
Elle présente en 2021 à l'exposition « Un.e air.e de famille: l'engagement colonial à travers les époques » à Paris, des extraits de son œuvre intitulé les chemins de Yémoja, Yémoja étant la divinité de l'océan.

## Distinctions
- « Le Grand Prix Léopold Sédar Senghor », biennale de l’art africain contemporain à Dakar, 2018